# Régis Brouard
Pour les articles homonymes, voir Brouard.
Régis Brouard est un footballeur puis entraîneur français né le 17 janvier 1967 à Antony (Seine). Il évoluait au poste de milieu de terrain.
Il est actuellement l'entraîneur du FC Rouen.

## Biographie
Il joue dans les équipes des Ulis, de Massy, de Morangis (Essonne) et de Rodez avant de signer professionnel au Montpellier HSC.
Il joue ensuite au FC Bourges, à Niort, au Red Star, au SM Caen et au Nîmes Olympique pour finalement terminer sa carrière à l'AS Cannes.
Il devient ensuite entraîneur. Il est le manager de Rodez, qu'il fait monter de CFA2 en CFA, puis du Nîmes Olympique (National).
Le 30 mai 2008, il entraîne l'US Quevilly qu'il fait monter de CFA en National en 2011.
Lui et son équipe créent la sensation à deux reprises en Coupe de France, accédant en demi-finale en 2010 en ayant commencé les qualifications dès le quatrième tour puis en finale en 2012 en étant entré en lice dès le cinquième tour. En fin de saison, il quitte le club alors qu'il lui reste deux ans de contrat.
Le 7 juin 2012, il s'engage avec le Clermont Foot qui évolue en Ligue 2. Il rejoint, le 21 mai 2014, pour une durée de deux ans les Chamois niortais. Après huit matchs sans victoire et une dix-septième place en championnat, il est démis de ses fonctions le 29 février 2016.
Le 13 juin 2017, il s'engage pour une durée de deux ans comme entraîneur du Red Star, club relégué en National 1 la saison précédente. Sous ses ordres, le Red Star remonte en Ligue 2 à l'issue de sa première saison sur le banc.
Le 29 octobre 2018, après un début de saison délicat (deux victoires en treize matchs), il est suspendu de sa fonction d'entraîneur principal. Il est ensuite remplacé par Faruk Hadžibegić.
En août 2019, il signe avec le Racing FC Union Luxembourg en D1 luxembourgeoise, la BGL Ligue.
Depuis 2021, il est consultant en plateau pour analyser les matchs de Ligue 2 diffusé sur La chaîne L'Équipe.
À la suite du licenciement de Mathieu Chabert, il est désigné entraîneur du Sporting Club Bastia pour une durée de dix-huit mois. En janvier 2023, son contrat est prolongé jusqu'en juin 2025.
Après une première partie de saison 2023-2024 délicate, et une défaite 3-1 sur le terrain de Valenciennes, il est démis de ses fonctions d'entraineur principal du club corse.

## Palmarès d'entraîneur
- Champion de CFA2 (Groupe F) en 2004 avec le Rodez AF.
- Champion de CFA (Groupe A) en 2011 avec l'US Quevilly.
- Finaliste de la Coupe de France en 2012 avec l'US Quevilly.
- Demi-finaliste de la Coupe de France en 2010 avec l'US Quevilly.
- Champion de National 1 en 2018 avec le Red Star
- Vainqueur de la  Coupe du Luxembourg en 2021 avec le Racing FC Union Luxembourg